# زالا، تبت
زالا، تبت (به لاتین: Zala) یک شهرک در جمهوری خلق چین است که در شهرستان بیرو واقع شده‌است.